# Parranda
Parranda é um filme espanhol do género drama, realizado e escrito por Gonzalo Suárez, com base no romance A esmorga de Eduardo Blanco Amor. Estreou-se em Espanha a 17 de março de 1977 e foi exibido na Televisión de Galicia com dobragem galega a 1 de dezembro de 2009, sob o título de A esmorga.

## Elenco
- José Luis Gómez como Bocas
- José Sacristán como Cibrán
- Antonio Ferrandis como Milhomes
- Charo López como Raxada
- Fernando Fernán Gómez como escrivão
- Fernando Hilbeck como senhor de Andrada
- Isabel Mestres como senhora de Andrada
- Luis Ciges como homem da taberna da tia Esquilacha
- Marilina Ross como Socorrito
- Queta Claver como Monfortina

## Produção

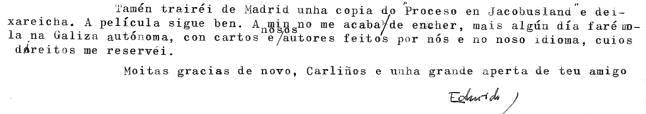
Uma carta de Eduardo Blanco Amor, enviada a Carlos Laíño no dia 19 de abril de 1978.

O filme recebeu a autorização para filmagem a 19 de outubro de 1976 e foi rodado no final do mesmo ano. A Comissão de Classificação da Junta de Qualificação e Apreciação classificou o filme sob o selo "autorizado exclusivamente para maiores de 18 anos" a 10 de março de 1977.

## Reconhecimentos
| Ano  | Prémios                              | Categorias           | Destinatários e nomeados | Resultado | Referências |
| ---- | ------------------------------------ | -------------------- | ------------------------ | --------- | ----------- |
| 1979 | Prémios Sant Jordi de Cinematografia | Melhor ator espanhol | José Sacristán           | Venceu    | [ 4 ]       |